# بطولة أوروبا تحت 21 سنة لكرة القدم 2007
بطولة أوروبا تحت 21 سنة لكرة القدم 2007 هو الموسم 16 من  بطولة أوروبا تحت 21 سنة لكرة القدم. أقيم خلال الفترة 10 يونيو 2007 وحتى 23 يونيو 2007، وأشرف على تنظيمه الاتحاد الأوروبي لكرة القدم، وكان عدد الأندية المشاركة فيه  8، وفاز فيه منتخب هولندا لكرة القدم.